# Colombia en los Juegos Paralímpicos de Tokio 2020
Colombia participó en los Juegos Paralímpicos de Tokio 2020. El responsable del equipo paralímpico es el Comité Paralímpico Colombiano, así como las federaciones deportivas nacionales de cada deporte con participación.

## Medallistas
El equipo paralímpico colombiano obtuvo las siguientes medallas:
| Nombre                  | Deporte                   | Evento                              |
| ----------------------- | ------------------------- | ----------------------------------- |
| Oro                     |                           |                                     |
| José Gregorio Lemos     | Atletismo                 | Jabalina F38 masculino              |
| Carlos Serrano          | Natación                  | 100 braza SB7 masculino             |
| Nelson Crispín          | Natación                  | 200 m estilos SM6 masculino         |
| Plata                   |                           |                                     |
| Darian Faisury Jiménez  | Atletismo                 | 100 m T38 femenino                  |
| Mayerli Buitrago        | Atletismo                 | Peso F41 femenino                   |
| Mauricio Valencia       | Atletismo                 | Jabalina F34 masculino              |
| Nelson Crispín          | Natación                  | 100 m braza SB6 masculino           |
| Nelson Crispín          | Natación                  | 100 m libres S6 masculino           |
| Carlos Serrano          | Natación                  | 50 m libre S7 masculino             |
| Moisés Fuentes          | Natación                  | 100 m braza SB4 masculino           |
| Bronce                  |                           |                                     |
| Angie Pabón             | Atletismo                 | 400 m T11 femenino                  |
| Darian Faisury Jiménez  | Atletismo                 | 400 m T38 femenino                  |
| Yesenia Restrepo        | Atletismo                 | Disco F11 femenino                  |
| Jean Carlos Mina        | Atletismo                 | 100 m T13 masculino                 |
| Diego Meneses           | Atletismo                 | Jabalina F34 masculino              |
| Luis Fernando Lucumí    | Atletismo                 | Jabalina F38 masculino              |
| José Gregorio Lemos     | Atletismo                 | Salto de longitud T38 masculino     |
| Diego Germán Dueñas     | Ciclismo en pista         | Persecución individual C4 masculino |
| Juan José Betancourt    | Ciclismo en ruta          | Ruta T1-2 masculino                 |
| Fabio Torres            | Levantamiento de potencia | –97 kg masculino                    |
| Laura Carolina González | Natación                  | 100 m mariposa S8 femenino          |
| Carlos Serrano          | Natación                  | 50 m mariposa S7 masculino          |
| Carlos Serrano          | Natación                  | 200 m estilos SM7 masculino         |
| Nelson Crispín          | Natación                  | 50 m mariposa S6 masculino          |

## Deportistas
Lista de competidores por género:
| Deporte                       | Hombres | Mujeres | Total |
| ----------------------------- | ------- | ------- | ----- |
| Atletismo/Atletismo adaptado  | 10(3)   | 9       | 19(3) |
| Baloncesto en silla de ruedas | 12      | 0       | 12    |
| Boccia                        | 2(2)    | 1(1)    | 3(3)  |
| Ciclismo/Ciclismo adaptado    | 4       | 2       | 6     |
| Natación/Natación adaptada    | 9(2)    | 4       | 13(2) |
| Powerlifting                  | 3       | 1       | 4     |
| Tenis en silla de ruedas      | 0       | 2       | 2     |
| Tenis de mesa adaptado        | 1       | 0       | 1     |
| Tiro con arco adaptado        | 0       | 1       | 1     |
| Total                         | 41(7)   | 20(1)   | 61(8) |

(#): Guías/Auxiliares

### Atletismo
- Angie Lizeth Pabón Mamian[6] (Guía Luis Dahir Arizala Ocoro)
- Buinder Brainer Bermudez Villar[7]
- Darian Faisury Jiménez Sánchez[8]
- Diego Fernando Meneses Medina[9]
- Dixon de Jesús Hooker Velásquez[10]
- Erica María Castaño Salazar[11]
- Francy Esther Osorio Calderón[12] (Guía Camilo Andrés Lancheros López)
- Jean Carlos Mina Aponzá[13]
- José Gregorio Lemos Rivas[14]
- Juan Sebastián Gómez Coa[15]
- Katty Julieth Hurtado Hurtado[16]
- Luis Fernando Lucumí Villegas[17]
- Martha Liliana Hernández Florián[18]
- Mauricio Andrés Valencia Campo[19]
- Mayerli Buitrago Ariza[20]
- Omar José Acosta Soto[21]
- Yamil David Acosta Manjarrez[22]
- Yanive Torres Martínez[23]
- Yesenia María Restrepo Muñoz[24] (Guía Luis Esteban Aguirre Estrada)

### Baloncesto en silla de ruedas
- Andrés Felipe Flórez Useche[25]
- Daniel Leonardo Díaz Torres[26]
- Guillermo Arturo Alzate Naranjo[27]
- Héctor Jefferson Garcés Ramos[28]
- Jhoan Sebastián Vargas Ortega[29]
- Jhon Edison Hernández Villamizar[30]
- Joymar René Granados Barrera[31]
- Jose Leep[32]
- Juan Pablo Escobar Acostas[33]
- Nelson Jaime Sanz Londoño[34]
- Raúl José Vega Benítez[35]
- Rodrigo Pérez Rodríguez[36]

### Boccia
- Duban Camilo Cely Cely[37] (Guía Mario Augusto Verdugo Niño)
- Euclides Grisales Díaz[38] (Guía Jairo Orlando Galindo Espinosa)
- Leidy Johanna Chica Chica[39] (Guía Lina Marcela Lozano Tabares)

### Ciclismo
- Alejandro Perea Arango[40][41]
- Daniela Carolina Munevar Flórez[42][43]
- Diego Germán Dueñas Gómez[44][45]
- Edwin Fabián Matiz Ruiz[46][47]
- Juan José Betancourt Quiroga[48]
- Paula Andrea Ossa Veloza[49][50]

### Natación
- Brayan Mauricio Triana Herrera[51]
- Carlos Serrano Serrano Zárate[52]
- Daniel Giraldo Correa[53]
- Gisell Natalia Prada Pachón[54]
- Laura Carolina González Rodríguez[55]
- Leider Albeiro Lemus Rojas[56]
- Luis Eduardo Rojas Osorno[57] (Guía Jorge Raúl Villa Osorno)
- María Paula Barrera Zapata[58]
- Miguel Ángel Rincón Narváez[59]
- Moisés Fuentes García[60]
- Nelson Crispín Corso[61]
- Richard Mateo Vega Correcha[62] (Guía Ricardo Vega Cucunubá)
- Sara del Pilar Vargas Blanco[63]

### Powerlifting
- Aura Cristina Poblador Granados[64]
- Fabio Torres Silva[65]
- Francisco Tulio Palomeque Palacios[66]
- Jhon Freddy Castañeda Velásquez[67]

### Tenis en silla de ruedas
- Johana Martínez Vega[68]
- María Angélica Bernal Villalobos[69]

### Tenis de mesa adaptado
- José David Vargas Piraján[70]

### Tiro con arco adaptado
- María Mónica Daza Guzmán[71]